# 433 Eros
433 Eros (mednarodno ime je tudi 433 Eros, starogrško starogrško Ἔρως: Éros) je prvi odkriti blizuzemeljski asteroid.

## Odkritje
Kot eden večjih blizuzemeljskih asteroidov je imel Eros v zgodovini astronomije pomembno vlogo. V isti noči sta ga 13. avgusta 1898 neodvisno odkrila Carl Gustav Witt v Berlinu in Auguste Honoré Charlois v Nici.
Witt je z dveurno osvetlitvijo slikal zvezdo Sadalsud (β Aqr), da bi lahko izmeril lego asteroida 185 Eunika.
Asteroid je dobil ime po grškem mitološkem bogu ljubezni Erosu.
Med opozicijo med letoma 1900 in 1901 so na več krajih po svetu merili paralakso asteroida za določevanje paralakse Sonca, oziroma razdalje Zemlje do Sonca. Rezultate je leta 1910 objavil Hinks v Cambridgeu. Podoben program meritev je sprožil Jones med bližnjim preletom asteroida med letoma 1930 in 1931. Vrednost astronomske enote, ki so jo pri teh meritvah dobili, je veljala do leta 1968, ko so uporabili postopke meritev z radarji in dinamično paralakso.
Eros je bil med prvimi asteroidi, ki ga je obiskalo vesoljsko plovilo, prvo, ki ga je plovilo obkrožilo in mehko pristalo na njem. Nasina sonda NEAR Shoemaker se je na Erosov tir vtirila leta 2000, ga obkrožila, poslikala več slik njegovega površja, 12. februarja 2001 ob koncu odprave pa je s pomočjo raketnega pogona pristala na njem.
Telesa lahko na takšnem tiru, kot ga ima Eros, obstanejo le nekaj sto milijonov let, potem pa jih zmotijo gravitacijske motnje. Simulacije nakazujejo, da bo lahko Eros prečkal Zemljin tir v 2 milijonih let.

## Značilnosti
Je asteroid tipa S, njegove mere pa so približno 13 × 13 × 33 km. Za asteroidom 1036 Ganimed je drugi največji blizuzemeljski asteroid in pripada skupini blizuzemeljskih asteroidov Amorcev. Prečka Marsov tir in je bil prvi znani asteroid, ki pride znotraj Marsovega tira. Eros je eden od redkih blizuzemeljskih asteroidov z največjim premerom večjim od 10 km. Verjetno je večji od telesa, ki je povzročil udarni krater Čiksulub (Chicxulub) na Jukatanu, katerega so povezali z izumrtjem dinozavrov.
Površinska težnost je odvisna od razdalje točke na površju do masnega središča telesa. Erosova površinska težnost se zelo spreminja, saj ni krogla, ampak telo z obliko podaljšanega kikirikija ali krompirja. Dnevne temperature lahko dosežejo do 100 °C v prisončju, nočne pa skoraj −150 °C. Gostota je 2400 kg/m3, podobno kot gostota Zemljine skorje.
Asteroid Eros obkroži Sonce v 1,76 leta. Njegov tir ima izsrednost 0,2229, nagnjen pa je za 10,8309° proti ekliptiki. Njegov premer je 16,84 km, okrog svoje osi pa se zavrti v 5,270 urah .
Znanstveniki sonde NEAR so odkrili da je večino velikih skal, nasejanih po Erosovem površju, izvrgel en krater v trku z meteoritom pred približno 1 mililijardo leti. Verjetno zaradi tega trka 40 odstotkov Erosovega površja nima kraterjev s premerom manjšim od 0,5 km. Najprej so mislili da so ostanki, ki jih je pri trku vrglo v zrak, zapolnili manjše kraterje. Analiza gostot kraterjev čez površje nakazuje da območja z manjšo gostoto kraterjev ležijo 9 km od mesta trka. Nekaj območij z nižjo gostoto so našli na drugi strani asteroida, vendar še vedno v območju znotraj 9 km.
Predpostavljajo, da so se skozi asteroid širili seizmični valovni sunki in spremenili manjše kraterje v grušč. Ker ima Eros nepravilno obliko, lahko 9 km pot skozi asteroid doseže mesta, ki so dlje, če bi valovi potovali po površju, kar je vodilo do neenakomernega vzorca gostote kraterjev na površju.
Eros vsebuje več zlata kot so ga kdajkoli pridelali na Zemlji.

## Vidnost z Zemlje
31. januarja 2012 se je Eros gibal mimo Zemlje na razdalji 0,17867 a.e. (26.729.000 km), njegov navidezni sij pa je bil +8,1 (predviden +8,5). Med redkimimi opozicijami, vsako 81-o leto, kot na primer leta 1975 in 2056, lahko njegov navidezni sij doseže celo +7,1, kar je svetleje od Neptuna in od kateregakoli asteroida v glavnem asteroidnem pasu, razen Veste, ter redko od Palasa in Iris. Pod takšnimi pogoji asteroid navidezno obmiruje, z razliko od normalnih pogojev za telo v heliocentrični konjunkciji z Zemljo, ko se nikoli ne giblje vzvratno. Njegova sinodska perioda več kot 846 zemeljskih dni je med največjimi od teles v Osončju.